# Egil á Bø
Egil á Bø (Tórshavn, 2 aprile 1974) è un ex calciatore faroese, di ruolo difensore.
Fino a qualche anno fa era conosciuto come Egil Zachariassen, poi ha deciso di cambiare cognome.

## Carriera

### Club
Ha giocato nella prima divisione faroese.

### Nazionale
È il giocatore più anziano ad aver esordito con la nazionale faroense, a 34 anni, 4 mesi e 18 giorni. Ha segnato il suo primo gol in nazionale nell'amichevole persa 3-1 con la Romania del 14 novembre 2009.

## Palmarès

### Club

#### Competizioni nazionali
- Campionato faroese: 2

B36 Tórshavn: 2001
EB/Streymur: 2008
- Coppa delle Isole Fær Øer: 5

B36 Tórshavn: 2001
EB/Streymur: 2007, 2008, 2010, 2011